# Drapac Professional Cycling/Saison 2014
Dieser Artikel listet Erfolge und Fahrer des Radsportteams Drapac Professional Cycling in der Saison 2014 auf.

## Erfolge in der UCI Asia Tour
Bei den Rennen der UCI Asia Tour im Jahr 2014 gelangen dem Team nachstehende Erfolge.
| Datum         | Rennen                     | Kat. | Sieger         |
| ------------- | -------------------------- | ---- | -------------- |
| 11. März      | 3. Etappe Tour de Taiwan   | 2.1  | Wouter Wippert |
| 18. Mai       | 1. Etappe Tour of Japan    | 2.1  | William Clarke |
| 20. Mai       | 2. Etappe Tour of Japan    | 2.1  | Wouter Wippert |
| 29. Mai       | Prolog Tour de Kumano      | 2.2  | William Clarke |
| 30. Mai       | 1. Etappe Tour de Kumano   | 2.2  | Wouter Wippert |
| 1. Juni       | 3. Etappe Tour de Kumano   | 2.2  | Wouter Wippert |
| 18. Juni      | 2. Etappe Tour of Iran     | 2.1  | William Clarke |
| 12. September | 4. Etappe Tour of China II | 2.1  | Wouter Wippert |
| 28. Oktober   | 9. Etappe Tour of Hainan   | 2.HC | Wouter Wippert |

## Erfolge in der UCI Oceania Tour
Bei den Rennen der UCI Oceania Tour im Jahr 2014 gelangen dem Team nachstehende Erfolge.
| Datum      | Rennen                                              | Kat. | Sieger         |
| ---------- | --------------------------------------------------- | ---- | -------------- |
| 8. Januar  | Australische Meisterschaft – Einzelzeitfahren (U23) | CN   | Jordan Kerby   |
| 30. Januar | 2. Etappe New Zealand Cycle Classic                 | 2.2  | Wouter Wippert |
| 1. Februar | 4. Etappe New Zealand Cycle Classic                 | 2.2  | Wouter Wippert |

## Zugänge – Abgänge
| Zugänge           | Team 2013                           | Abgänge            | Team 2014                    |
| ----------------- | ----------------------------------- | ------------------ | ---------------------------- |
| Travis Meyer      | Orica GreenEdge                     | Luke Davison       | Synergy Baku Cycling Project |
| Wesley Sulzberger | Orica GreenEdge                     | William Walker     | Synergy Baku Cycling Project |
| William Clarke    | Team Argos-Shimano                  | Amir Mustafa Rusli | Terengganu Cycling Team      |
| Jonathan Cantwell | Team Saxo-Tinkoff                   | Gordon McCauley    | Karriereende                 |
| Jordan Kerby      | Christina Watches-Onfone            | Johnnie Walker     | Unbekannt                    |
| Jai Crawford      | Huon Salmon-Genesys Wealth Advisers |                    |                              |
| Wouter Wippert    | Team 3M                             |                    |                              |
| Jack Anderson     | Team Budget Forklifts               |                    |                              |
| Lachlan Norris    | Team Raleigh                        |                    |                              |
| Benjamin Johnson  | Panasonic (2008)                    |                    |                              |

## Mannschaft
| Name               | Geburtstag       | Nationalität |              |
| ------------------ | ---------------- | ------------ | ------------ |
| Jack Anderson      | 2. Juni 1987     | Australien   |              |
| Jonathan Cantwell  | 8. Januar 1982   | Australien   |              |
| William Clarke     | 11. April 1985   | Australien   |              |
| Jai Crawford       | 4. August 1983   | Australien   |              |
| Floris Goesinnen   | 30. Oktober 1983 | Niederlande  |              |
| Robbie Hucker      | 13. März 1990    | Australien   |              |
| Benjamin Johnson   | 7. Januar 1983   | Australien   |              |
| Jordan Kerby       | 15. August 1992  | Australien   |              |
| Darren Lapthorne   | 4. März 1983     | Australien   |              |
| Travis Meyer       | 8. Juni 1989     | Australien   |              |
| Lachlan Norris     | 21. Januar 1987  | Australien   |              |
| Thomas Palmer      | 28. Juni 1990    | Australien   |              |
| Adam Phelan        | 23. August 1991  | Australien   |              |
| Malcolm Rudolph    | 4. Januar 1989   | Australien   |              |
| Bernard Sulzberger | 5. Dezember 1983 | Australien   |              |
| Wesley Sulzberger  | 20. Oktober 1986 | Australien   |              |
| Wouter Wippert     | 14. August 1990  | Niederlande  |              |
| Stagiaires         | Stagiaires       | Nationalität | Nationalität |
| Brendan Canty      | Brendan Canty    | Australien   |              |